# Tilbury Juxta Clare
 (avril 2023).
Tilbury Juxta Clare est un village et une paroisse civile de l'Essex, en Angleterre.